# 10776 Musashitomiyo
10776 Musashitomiyo là một tiểu hành tinh vành đai chính với chu kỳ quỹ đạo là 1384.5966393 ngày (3.79 năm).
Nó được phát hiện ngày 12 tháng 2 năm 1991.